# José Manuel Barroso
José Manuel Durão Barroso [žuze manuel dureu barozu] (* 23. března 1956 Lisabon) je portugalský politik, který v letech 2004–2014 zastával úřad předsedy dvou evropských komisí a v období 2002 až 2004 působil jako ministerský předseda Portugalska.

## Vzdělání a osobní život
José Manuel Barroso studoval práva a politické vědy v Lisabonu, Florencii a New Yorku a svá studia ekonomických a sociálních věd dokončil v Ženevě (Institut européen de l'université de Genève). Při působení na univerzitě v Lisabonu jako odborný asistent se specializoval na mezinárodní politiku a pokračoval ve své akademické kariéře v Ženevě a na Georgetown University ve Washingtonu D.C. na fakultě politických věd (Political Sciences Department), kde obhájil svůj doktorát a získal titul Ph.D. Po návratu do Lisabonu se stal v roce 1980 ředitelem fakulty mezinárodních vztahů na univerzitě Lusíada v Portu. 22. dubna 2009 získal na Univerzitě Tomáše Bati ve Zlíně čestný doktorát za zásluhy o připojení České republiky k Evropské unii a o budování nové Evropy.
Barroso hovoří plynně francouzsky, což mu dopomohlo k dosažení postu předsedy Evropské komise za velké podpory Francie. Krátce po svém nástupu do funkce absolvoval kurs němčiny. Při předávání ceny na Bonner Initiative Forum Zukunft 29. srpna 2007 přednášel svůj projev plynně německy, i když většinu projevu četl.
Barroso je ženatý s literární historičkou Margarida Sousa Uva a mají tři děti.

## Politická kariéra v Portugalsku

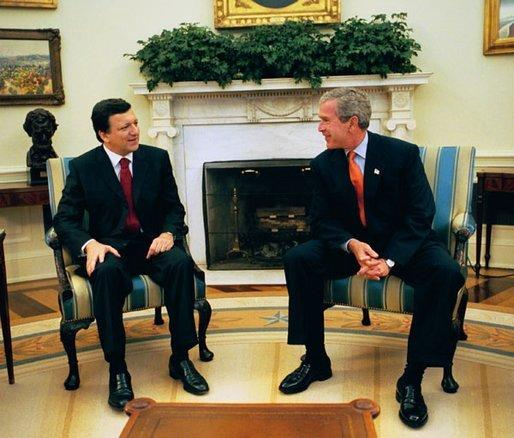
José Barroso a George W. Bush (2003)

Barrosova politická kariéra začala už za jeho studentských let, ještě před svržením Marcela Caetana dne 25. dubna 1974. V mládí byl přesvědčením maoista a předseda Portugalské komunistické strany pracujících, dnes předseda Evropské komise. Politicky se organizoval nejprve v FEM-L (Federace studentů marxistů-leninistů – Federação dos Estudantes Marxistas-Leninistas), poté se stal předsedou další krajně levicové a maoistické PCTP-MRPP (Portugalská komunistická strana pracujících – Revoluční hnutí strany proletariátu – Movimento Reorganizativo do Partido do Proletariado). Po neúspěchu PCTP-MRPP ve volbách obrátil a v prosinci 1980 vstoupil do Partido Social Democrata (PSD), kde je dodnes. Přes svůj název se jedná spíše o pravostředovou stranu, která patří v Evropském parlamentu frakci Evropské strany lidové.
Ve své politické kariéře zaujímal Barroso následující posty:
- 1985–1987 pracovník na ministerstvu vnitra
- 1987–1992 státní sekretář pro mezinárodní spolupráci
- 1992–1995 ministr zahraničí

Po volební porážce PSD v roce 1995 selhal jeho pokus stát se předsedou strany. To se mu povedlo po silném vnitrostranickém boji teprve v roce 1999. Ti někdy nejistě působící "věčně druzí" za dřívějším předsedou vlády Anibalem Cavaco Silvou (1985–1995) v mnoho nevěřili. Parlamentní volby roku 2002 zvítězila jeho strana těsně před socialisty, při evropských volbách 2004 se to změnilo kvůli vládním úsporným opatřením.
Od 6. dubna 2002 do 12. července 2004 byl ministerským předsedou Portugalska. Během svého působení ve funkci podnikl některé kroky, které se v Portugalsku setkaly s odporem, jako například podpora invaze do Iráku na jaře 2003, privatizace státních podniků, a velké škrty ve veřejných výdajích. Barroso vinil bývalého předsedu vlády ze špatné hospodářské situace a velkého rozpočtového deficitu a viděl jako nutné dodržovat Pakt stability a růstu. Zasazoval se o zlepšení vztahů mezi EU a USA.
Barrosova politická síla leží především v jeho schopnosti vést dobrou zahraniční politiku. Tyto schopnosti ukázal již dříve během svého života. Ve své funkci ministra zahraničí mu prokázala opozice uznání za jeho práci.

## Předsedou Evropské komise
Jako osmačtyřicetiletý byl 29. června 2004 nominován Evropskou radou jako kandidát na úřad předsedy Evropské komise a 22. července 2004 ho schválil Evropský parlament, kde 413 europoslanců souhlasilo, 251 bylo proti, 44 se zdrželo a 24 europoslanců své hlasy neodevzdalo.
Když nově předložená komise narazila na nedostatečnou podporu v Evropském parlamentu, byli dva komisaři vyměněni a Barroso rozdělil designovaným komisařům nové resorty. V tomto složení byla Barrosova Evropská komise 18. listopadu 2004 s velkou většinou schválena Evropským parlamentem.
16. září 2009 byl předsedou Evropské komise zvolen na dalších 5 let. Pro jeho zvolení hlasovalo celkem 382 z 736 poslanců, proti bylo 219 hlasů a zbývající poslanci se hlasování zdrželi nebo se ho nezúčastnil. Jeho nová komise začala fungovat 9. února 2010.